# NGC 3687
NGC 3687 é uma galáxia espiral barrada (SBbc) localizada na direcção da constelação de Ursa Major. Possui uma declinação de +29° 30' 40" e uma ascensão recta de 11 horas, 28 minutos e 00,5 segundos.
A galáxia NGC 3687 foi descoberta em 22 de Fevereiro de 1789 por William Herschel.